# 小島武夫の実戦リーチ麻雀
小島武夫の実戦リーチ麻雀（こじまたけおのじっせんリーチマージャン）は、2004年10月から2010年12月26日 まで三重テレビ放送で放送されていた麻雀対局番組である。司会と実況は荻野滋夫、対局と解説は小島武夫が務める。

## 番組概要
小島武夫と挑戦者三名による麻雀対局が行われる。挑戦者としては、番組視聴者や各地雀荘の推薦を受けた一般の強豪プレイヤーであったり、小島一門の美人プロ雀士であったり、またその組み合わせであったりと、挑戦者選抜の趣向も凝らしている。
半荘をシリーズによって四回戦～六回戦行い、挑戦者の中でトップとなった者が決勝に進出する。決勝進出者が三名揃った時点で、改めて小島武夫を加えて決勝戦を行い、優勝者を決定する。
通常のシリーズとは別に著名人を集めた特別対局シリーズも行われるときがあり、この場合は決勝進出者を決めない。
一半荘を一回で放送するのではなく、数週に分けて放送される。対局の全部または序盤のみがカットされる場合もある。対局中は対局者の手牌が順番に映し出される他、画面左上には河（ホー）が表示され、視聴者はいつでも捨て牌を確認することができる。
また、番組の終盤には解説用のボード・麻雀牌を用いた小島武夫によるワンポイントレッスンのコーナーがある。
オープニング＆エンディングではマージャン★サンバ（ジャンキーズ、オリジナルカラオケ版。作詞:小島武夫）がバックに流れている。
番組は開始当初から標準画質（4：3）となっている。また番組開始当初からしばらくはかなり古い放送機材が使用されていたが、2008年頃からは姿を消した。

## 番組内で採用されている麻雀のルール
毎回対局に入る前に画面上で紹介されている。
- 東南戦、クイタン有り、後付け有り、ツモ平和有り、フリテンリーチ有り
- 25,000点持ちの30,000点返し、沈み点は10,000点。沈み点は全てトップ取りとなる。
- ポイント制。各回戦ごとに1,000点1ポイントに換算され、最終的に総合ポイントが最も多い人が優勝。
- ハコ割れは終了
- 裏ドラ、槓ドラ、槓ウラ有り
- 赤牌は五萬・五筒・五索に各1枚ずつ
- 特別役として赤ドラ3枚全て揃えて和了する「赤三色」があり、3翻(赤ドラ3枚を含めて実質6翻)となる。[1]
- 流局時、親が聴牌していれば連荘となる[2]

## 番組内で放送されるCM
スポンサー
- 有限会社麻雀みそのクラブ：番組出場のための予選会場となったことがある
- 有限会社大面商会：番組で使用されている配牌完了式麻雀卓「昇龍」および優勝者への賞品となる高級麻雀牌を提供している
- 東洋パーキング

スポットCM
- 中北薬品（活命茶）
- 麻雀屋インデン・麻雀ハウスくまなどの雀荘（いずれも静止画CM。2009年途中からは愛知県など三重県エリア以外の雀荘のCMも放送されている）

## 協力
- 日本プロ麻雀連盟
- 麻雀みそのクラブ
- 大面商会
- VideoNet（制作協力）

## 出場したことがある著名人
- 江橋崇(法政大学法学部教授）
- 蛭子能収（漫画家）
- 玉利祐助（映画監督）
- 原田幸哉（競艇選手）
- 岩井良明（モノリス代表取締役）
- 志生野温夫（フリーアナウンサー）
- 佐々木信也（野球解説者）